# Chorisodontium nordenskioeldii
Chorisodontium nordenskioeldii là một loài Rêu trong họ Dicranaceae. Loài này được (Cardot) Roiv. mô tả khoa học đầu tiên năm 1937.